# Apororhynchidae
Famille
La famille des Apororhynchidae ne comprend qu'un genre comportant les espèces suivantes :
- Apororhynchus Shipley, 1899
  - Apororhynchus aculeatum Meyer, 1931
  - Apororhynchus amphistomi Byrd et Denton, 1949
  - Apororhynchus bivolucrus Das, 1952
  - Apororhynchus chauhani Sen, 1975
  - Apororhynchus hemignathi (Shipley, 1899)
  - Apororhynchus paulonucleatus Hoklova et Cimbaluk, 1971
  - Apororhynchus silesiacus Okulewicz et Maruszewski, 1980